# بی‌دینی در سوئد
سوئد یکی از سکولارترین و بی‌دین‌ترین کشورهای دنیاست.برخی از مردم سوئد خود را بی‌دین اما معتقد به نوعی معنویت می‌نامند.
یک وب سایت رسمی سوئدی ادعا می‌کند که فقط سه نفر از هر ۱۰ سوئدی به کلیسا اعتقاد دارد.
- تنها ۱ نفر از هر ۱۰ سوئدی فکر می‌کند که دین در زندگی روزانه مهم است.
- تنها ۱ نفر از هر ۱۰ سوئدی دارای اعتماد به یک رهبر مذهبی است.[۱۲]

آمارها از کلیسای سوئد نشان می‌دهد که:
- کمتر از نیمی از کودکان در سوئد غسل تعمید داده می‌شوند.[۱۳]
- حدود یک سوم مراسم‌های عروسی در کلیسا برگزار می‌شوند.[۱۳]
- حدود سه چهارم سوئدی‌ها به شیوهٔ مسیحیان دفن می‌شوند.[۱۳]

بسیاری از سوئدی‌ها برای مراسم‌های سنتی یا دلایل فرهنگی در کلیسا حضور می‌یابند. یک نظرسنجی نشان داد که تنها ۱۵ درصد از اعضای کلیسای سوئد واقعاً به عیسی مسیح اعتقاد دارند.